# Auyantla
Auyantla är en ort i Mexiko.   Den ligger i kommunen Huatusco och delstaten Veracruz, i den sydöstra delen av landet, 230 km öster om huvudstaden Mexico City. Auyantla ligger 1 245 meter över havet och antalet invånare är 196.
Terrängen runt Auyantla är kuperad, och sluttar österut. Runt Auyantla är det ganska tätbefolkat, med 248 invånare per kvadratkilometer. Närmaste större samhälle är Huatusco de Chicuellar, 3,0 km sydväst om Auyantla. I omgivningarna runt Auyantla växer i huvudsak städsegrön lövskog.